# Риженков Микола Андрійович
Микола Андрійович Риженков (1925–1944) — гвардії молодший сержант Робітничо-селянської Червоної Армії, учасник Великої Вітчизняної війни, Герой Радянського Союзу (1944).

## Біографія
Микола Риженков народився 6 травня 1925 року в селі Кашино (нині – Кіржацький район Володимирської області). Після закінчення неповної середньої школи та ремісничого училища працював у Москві на шарикопідшипниковому заводі. У січні 1943 році Риженков був призваний на службу до Робітничо - селянської Червоної Армії. З 1944 - на фронтах Великої Вітчизняної війни. У боях був поранений.
До червня 1944 року гвардії молодший сержант Микола Риженков командував розрахунком протитанкових рушниць 199-го гвардійського стрілецького полку 67-ї гвардійської стрілецької дивізії 6-ї гвардійської армії 1-го Прибалтійського фронту. Відзначився під час визволення Вітебської області Української РСР. 24 червня 1944 році Риженков у складі передової групи переправився через Західну Двіну в районі сіл Буй і Дворище Бешенковичського району і взяв активну участь у боях за захоплення та утримання плацдарму на її березі. У тих боях Риженков отримав поранення, але продовжував битися, знищивши кілька ворожих солдатів.
Указом Президії Верховної Ради СРСР від 22 липня 1944 року за «зразкове виконання завдань командування та виявлені мужність та героїзм у боях з німецькими загарбниками» гвардії молодший сержант Микола Риженков був удостоєний високого звання Героя Радянського Союзу. Орден Леніна та медаль «Золота Зірка» він здобути не встиг, бо наступного дня загинув у бою на території Литовської РСР. Спочатку його поховали на місці загибелі, потім перепоховали на цвинтарі села Смалвос Зарасайського району Литви.
Був також нагороджений медаллю.
На честь Риженкова названо вулицю в Кіржачі.